# Super Meat Boy Forever
Super Meat Boy Forever — инди-платформер, разработанный Team Meat и изданный самостоятельно на Microsoft Windows, Nintendo Switch, PlayStation 4, PlayStation 5, Xbox One, Xbox Series X/S, iOS, Android и Linux. Изначально он задумывался как версия Super Meat Boy для мобильных устройств, но со временем дорос до полноценного сиквела с новой схемой управления и случайно генерируемыми уровнями. Игра была выпущена 23 декабря 2020 года на Nintendo Switch и ПК, а выпуск на остальные консоли запланирован на 2021 год.

## Игровой процесс
Super Meat Boy Forever расширяет игровой процесс Super Meat Boy и главного злодея Dr. Fetus. Игрок контролирует двух персонажей — Meat Boy и Bandage Girl, каждый из которых может толкать врагов и должен избегать ловушек. Схема управления использует две кнопки. Уровни процедурно генерируются в зависимости от навыков игрока, соединяя заранее подготовленные дизайнерами куски в единый уровень.

## Сюжет
Игра начинается со сцены, в которой Meat Boy и Bandage Girl наслаждаются жизнью на пикнике вместе с их ребёнком Nugget, однако внезапно появляется Dr. Fetus и атакует их обоих. Он похищает Nugget, и герои отправляются его спасать.

## Разработка
Студия объявила о работе над Super Meat Boy Forever, продолжении Super Meat Boy для мобильных устройств, в 2014 году. Эдмунд Макмиллен и Томми Рефенес изначально представили проект как «игру в жанре стэлс-экшена», названную A Voyeur for September, которая впоследствии оказалась анаграммой на Super Meat Boy Forever. В течение нескольких лет студия практически ничего не сообщала о готовящейся игре, после чего Эдмунд Макмиллен покинул Team Meat, чтобы сфокусироваться на проектах The Binding of Isaac и The End Is Nigh. Рефенес посоветовал не ждать возвращения Макмиллена в команду после выпуска Super Meat Boy Forever.
В 2017 году Рефенес перезапустил проект в качестве полноценного продолжения. За следующие годы к Team Meat присоединилось несколько новых людей для помощи в разработке. Среди присоединившихся разработчиков были ведущий дизайнер уровней Кайл Палвер (Offspring Fling, Snapshot), ведущий художник Лала Фачс и руководитель по анимациям Пол тер Воорде. Группа Ridiculon (Маттиас Босси, Джон Эванс), сочинившая музыку для версии Super Meat Boy на PlayStation 4, вернулась в команду для написания саундтрека сиквела. Рефенес пояснил, что хотя игра по-прежнему будет выпущена на мобильных устройствах, данная версия игры разрабатывается преимущественно как консольная игра. Новая версия игры была показана на PAX Prime 2017, а также была включена Nintendo в шоу Nindies Summer 2017 Showcase. Демо с PAX было положительно принято критиками. Выпуск игры был назначен на апрель 2019 года, однако позднее отложен до декабря 2020 года.
Игра была выпущена 23 декабря 2020 года в качестве временного эксклюзива Nintendo Switch и Epic Games Store, а выпуск версий для других консолей и Steam назначен на 2021 год.

## Критика
Игра получила смешанные отзывы критиков. Средний балл версии игры для Nintendo Switch на Metacritic составляет 69 из 100 на основе 15 рецензий, а для ПК — 68 из 100 на основе 10 рецензий.